# Armata Prusacă

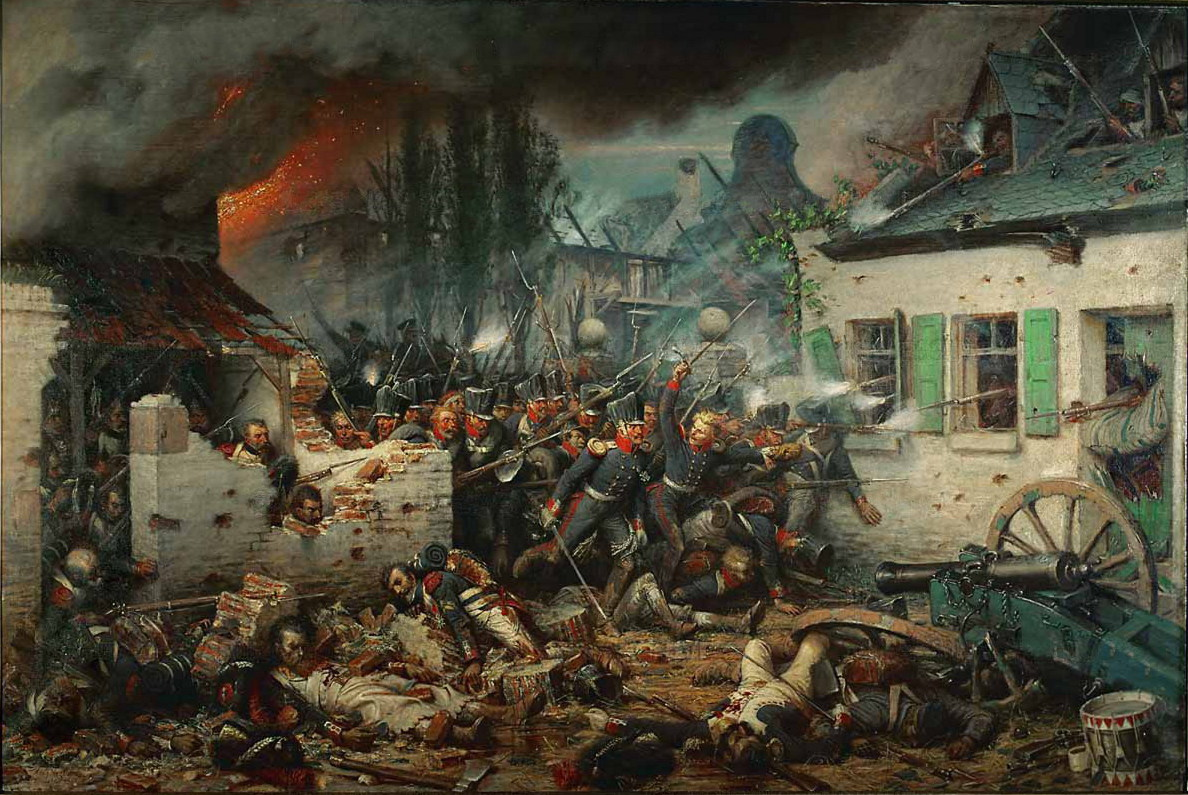
Atacul Armatei Prusace în Bătălia de la Waterloo

Armata Prusacă (în germană Königlich Preußische Armee) a fost armata Regatului Prusiei între anii 1701-1919. A fost formată pe baza armatei Brandenburg-Prusiei existente din 1644. În 1871 intră în componența Armatei Imperiale Germane, pentru ca în 1919 să fie dizolvată, după înfrângerea Imperiului German în Primul Război Mondial.
Puterea militară a armatei a contribuit la avansarea de Brandenburgului-Prusiei, în cele cinci mari puteri europene, la acel moment. Înfrângerea în războiul împotriva lui Napoleon a fost un reper important în istoria armatei, după care a urmat o modernizare radicală, sub conducerea lui Gerhard von Scharnhorst, care e-a schimbat complet aspectul. Istoricii uterior, au folosit termenii de "Armata Prusacă veche" (1644-1807) și "Armata Prusacă nouă" (1807-1919).
Armata prusacă reformată, în anii 1813-1815 a luat parte la războaiele de eliberare și a jucat un rol crucial în eliberarea statelor germane de sub dominație franceză. În perioada de la Congresul de la Viena până la războaiele de unificare, armata prusacă a fost un instrument pentru restaurare și a jucat un rol important în reprimarea revoluției de la 1848.

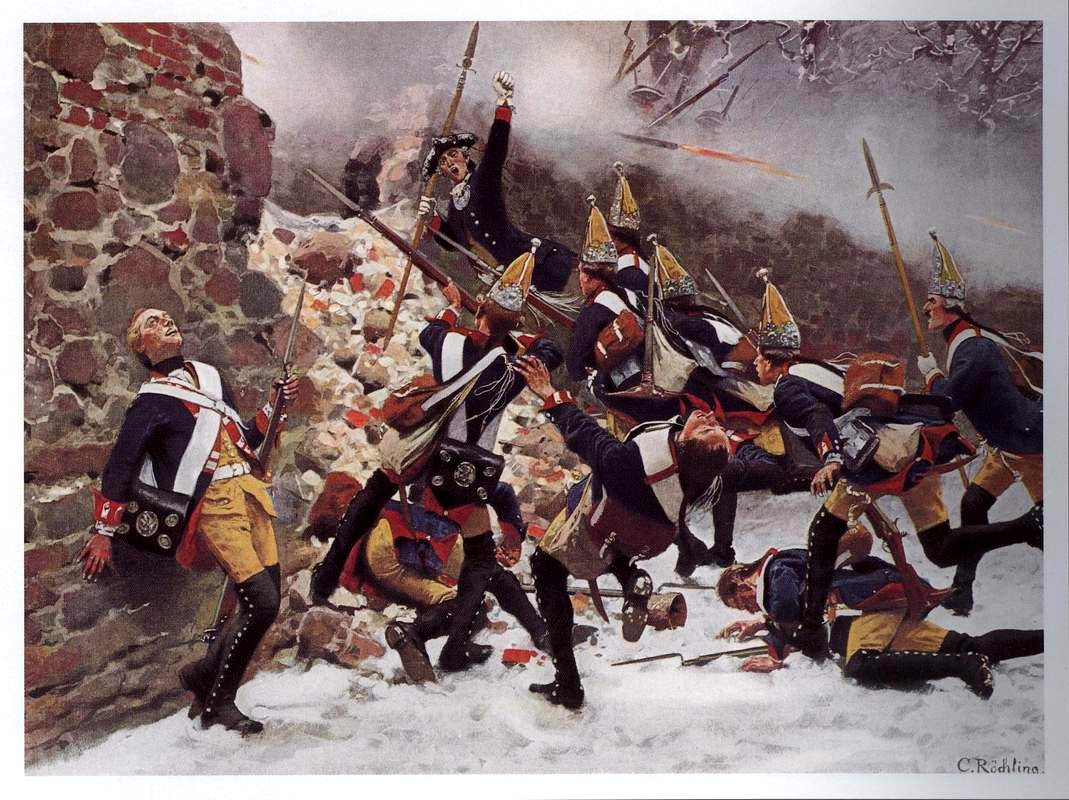
Asaltul Armatei Prusace în Bătălia de la Leuthen

Succesele militare ale armatei prusace în războaiele de eliberare a asigurat victoria trupelor aliate germane în Franța. În Imperiul German, armata prusacă a format nucleul armatei germane. Constituția din 1871 a prevăzut includerea unităților armatei prusace în componența armatei imperiale. Prin urmare, în primul război mondial armata prusacă a pierdut autonomia juridică. Tratatul de la Versailles, a condiționat reducere forțelor armate în Germania, la 100.000 de oameni. Armatele din Prusia, Bavaria, Saxonia și Wurttemberg au fost dizolvate.
O trăsătură distinctivă a armatei prusace a fost rolul său important în viața publică. În istorie armata prusacă a intrat ca o întruchiparea a militarismului.

## Dinamică
| An      | 1646   | 1656    | 1660    | 1688    | 1713    | 1719    | 1729    | 1740    | 1756    | 1786    | 1806    |
| ------- | ------ | ------- | ------- | ------- | ------- | ------- | ------- | ------- | ------- | ------- | ------- |
| Soldați | 14.000 | 25.000  | 8.000   | 30.000  | 38.000  | 54.000  | 70.000  | 83.000  | 150.000 | 193.000 | 240.000 |
| An      | 1807   | 1813    | 1815    | 1825    | 1840    | 1859    | 1861    | 1867    | 1870    | 1875    | 1888    |
| Soldați | 63.000 | 300.000 | 358.000 | 130.000 | 135.000 | 150.000 | 211.000 | 264.000 | 313.000 | 325.000 | 377.000 |

## Literatură
- Hans Bleckwenn: Unter dem Preußen-Adler. Das brandenburgisch-preußische Heer 1640—1807. Bertelsmann, 1978; ISBN 3-570-00522-4.
- Otto Büsch, W. Neugebauer: Moderne Preußische Geschichte 1648—1947. Band 2, 4.Teil. Militärsystem und Gesellschaftsordnung. Verlag de Gruyter 1981, S. 749—871, ISBN 3-11-008324-8.
- Karl-Volker Neugebauer: Grundzüge der deutschen Militärgeschichte. Band 1: Historischer Überblick. 1. Auflage, Rombach Verlag, Freiburg 1993.
- Hans-Joachim Neumann: Friedrich-Wilhelm der Große Kurfürst. Der Sieger von Fehrbellin, edition q Verlag, Berlin 1995 , ISBN 3-86124-293-1.